# Honda Center
A Honda Center (korábbi néven Arrowhead Pond of Anaheim) egy multifunkcionális sportcsarnok Anaheim városában. Az 1993 óta működő létesítményt jelenleg az Anaheim Ducks, a város NHL csapata használja.

## Története
A csarnok 1993. június 19-én nyílt meg, egy Barry Manilow koncert keretén belül. Azóta számos jelentős esemény került itt megrendezésre többek között a 2003-as és a 2007-es Stanley Kupa döntő is. 1994 és 1998 között a Los Angeles Clippers kosárlabdacsapat második otthonául szolgált a stadion.

A sportrendezvényeken kívül, olyan előadóknak is élvezhette a koncertjét a nagyközönség, mint például Barbara Streisand, Tina Turner, Gwen Stefani, a No Doubt, Mariah Carey, vagy a Jonas Brothers.

## Külső hivatkozások
- a Honda Center hivatalos weboldala